# Maigret (bande dessinée, 1992)
Pour les articles homonymes, voir Maigret (homonymie).
Maigret est une série de bande dessinée policière parue chez Claude Lefrancq dans la collection BDétectives. Elle met en scène le commissaire Maigret dans des adaptations des romans de Georges Simenon.

## Albums
- 1 Maigret et son mort, 1992
Scénario : Odile Reynaud - Dessin : Philippe Wurm - Couleurs : Martine De Bast
- 2 Maigret tend un piège, 1993
Scénario : Odile Reynaud - Dessin : Philippe Wurm
- 3 Maigret chez les Flamands, 1994
Scénario : Odile Reynaud - Dessin et couleurs : Frank Brichau
- 4 Maigret et la danseuse du Gai Moulin, 1994
Scénario : Odile Reynaud - Dessin : Philippe Wurm - Couleurs : Luce Daniels
- 5 Maigret et le corps sans tête, 1997
Scénario : Odile Reynaud - Dessin et couleurs : Frank Brichau

## Éditeur
- Claude Lefrancq : tomes 1 à 5 (première édition des tomes 1 à 5)[1]